# دنی میلر
دنی میلر (انگلیسی: Denny Scott Miller؛ ‏ ۲۵ آوریل ۱۹۳۴ – ۹ سپتامبر ۲۰۱۴) بازیگر اهل ایالات متحده آمریکا بود. وی بین سال‌های ۱۹۵۸ تا ۲۰۱۴ میلادی فعالیت می‌کرد.
او سیزدهمین بازیگر نقش تارزان و نخستین تارزان «بلوند» سینماست.
از فیلم‌ها یا برنامه‌های تلویزیونی که وی در آن نقش داشته است، می‌توان به جزیره گیلیگن، ویرجینیایی، آلیس، کابوبلانکو، بعضی دوان‌دوان آمدند، تارزان مرد گوریلی و پارتی اشاره کرد.